# Modrzyk markizyjski
Modrzyk markizyjski (Porphyrio paepae) – gatunek ptaka z rodziny chruścieli (Rallidae). Występował na Hiva Oa i Tahuata (Markizy, Polinezja Francuska). Znany z subfosylnych szczątków i obrazu Paula Gauguina z 1902, na którym widnieje prawdopodobnie modrzyk markizyjski. Gatunek wymarły.

## Taksonomia
Po raz pierwszy gatunek opisał David W. Steadman w 1988 na łamach „Proceedings of the Biological Society of Washington”. Holotyp stanowiła niekompletna kość udowa ze stanowiska Hanatekua Shelter na Hiva Oa. Odnaleziono także inne kości na wyspie Tahuata (Polinezja Francuska). Autor nadał nowemu gatunkowi nazwę Porphyrio paepae, akceptowaną przez autorów Handbook of the Birds of the World i Międzynarodowy Komitet Ornitologiczny. Szczątki subfosylne przechowywane są w zbiorach w Honolulu.

## Zasięg
Gatunek występował na wyspach Hiva Oa i Tahuata (Markizy, Polinezja Francuska), oddalonych od siebie o 3 km.

## Status
IUCN uznaje modrzyka markizyjskiego za gatunek wymarły (EX, Extinct). Prócz szczątków subfosylnych zachował się również obraz Paula Gauguina z 1902, na którym widnieje scena z Markizów zawierająca m.in. psa atakującego ptaka podobnego do chruściela; być może jest to właśnie modrzyk markizyjski. Norweski podróżnik Thor Heyerdahl w 1937 na Hiva Oa miał widzieć nielotnego ptaka wielkości kury. Nie są znane dokładne przyczyny wymarcia modrzyków markizyjskich; proporcje długości kości skrzydeł nie wskazują jednoznacznie na lotność lub nielotność tych ptaków, miały prawdopodobnie ograniczoną zdolność lotu. Do wymarcia mógł przyczynić się nadmierny odłów i drapieżnictwo ze strony wprowadzonych na wyspy szczurów i kotów.